# National Screw & Tack Company
National Screw & Tack Company war ein US-amerikanisches Unternehmen.

## Unternehmensgeschichte
Das Unternehmen wurde 1889 in Cleveland in Ohio gegründet. Es stellte Schrauben und Reißzwecken her. William R. Hines, der bereits ab 1902 mit Automobilen experimentiert hatte, wurde 1908 Chefingenieur des Unternehmens. Er begann in Zusammenarbeit mit der Moehlhauser Machine Company aus der gleichen Stadt mit der Produktion von Automobilen. Der Markenname lautete Hines, wobei inoffiziell auch Hinescar überliefert ist. Im Jahr 1910 wurde die Produktion eingestellt. Insgesamt entstanden nur wenige Fahrzeuge.
Das Unternehmen wurde später von Monogram Aerospace Fasteners übernommen.

## Fahrzeuge
Im Angebot stand nur ein Modell. Es hatte einen wassergekühlte Vierzylinder-Zweitaktmotor. 114,3 mm Bohrung und 11,6 mm Hub ergaben 417 cm³ Hubraum. Die Hinterachse wurde über ein Dreiganggetriebe und eine Kardanwelle angetrieben. Das Fahrgestell hatte 269 cm Radstand. Es war als offener Tourenwagen mit Platz für fünf Personen konzipiert.